# Тунель під Свіною
53°53′39″ пн. ш. 14°15′19″ сх. д. / 53.894166666667° пн. ш. 14.255275° сх. д.
Тунель під Свіною (пол. Tunel pod Świną) — підводний тунель, у нижній течії річки Свіна у Свіноуйсьце, Польща, сполучає острови Узедом і Волін, а також центр міста Свіноуйсьце з рештою країни. 
30 червня 2023 року тунель було відкрито.

Тунель забезпечує пряме сполучення з маршрутом 93 польської національної мережі доріг. 
Із західного боку (лівий берег) річки Свіна вхід у тунель розпочинається на вулиці Карсіборській. 
На східній стороні (правий берег) тунель приєднається до кінця польської ділянки європейської траси E65 біля вулиці Фінської. 
Після відкриття для пішоходів і велосипедистів збережено існуючий поромний маршрут. 

## Географія
Свіноуйсьце — єдине місто в Польщі, розташоване на кількох (загалом 44) островах і острівцях, з яких лише три постійно населені: Узедом, Волін і Карсібур. Більшість населення міста (80%) проживає на лівому березі міста на острові Узедом. 
 
У західній частині міста розташовані центр міста, хостингові послуги та туристичні об’єкти. 
Правобережжя міста на острові Волін містить міський морський, залізничний і автомобільний транспортний вузол. 
Місто розділене протокою річки Свіна, що також є фарватером для морського руху між Щецином і Балтійським морем. 
Острів Узедом не має прямого автомобільного сполучення з рештою Польщі. 
Наземний перехід можливий через територію Німеччини, використовуючи міст через річку Пенештром. 

Найнижча точка тунелю приблизно на 38,0 м нижче рівня моря 
.

## Історія
Контракт на проектування та будівництво тунелю було підписано 17 вересня 2018 року з консорціумом PORR SA (лідер консорціуму), PORR Bau GmbH, Gülermak та Energopol - Szczecin SA, чия пропозиція склала 793,186 млн злотих. 

Вартість інвестиції оцінюється в 915 мільйонів злотих, з яких 775,6 мільйона надходять із фондів Європейського Союзу. 
Місцева влада Свіноуйсьце виділить майже 140 мільйонів злотих. 